# Panell de missatges variables

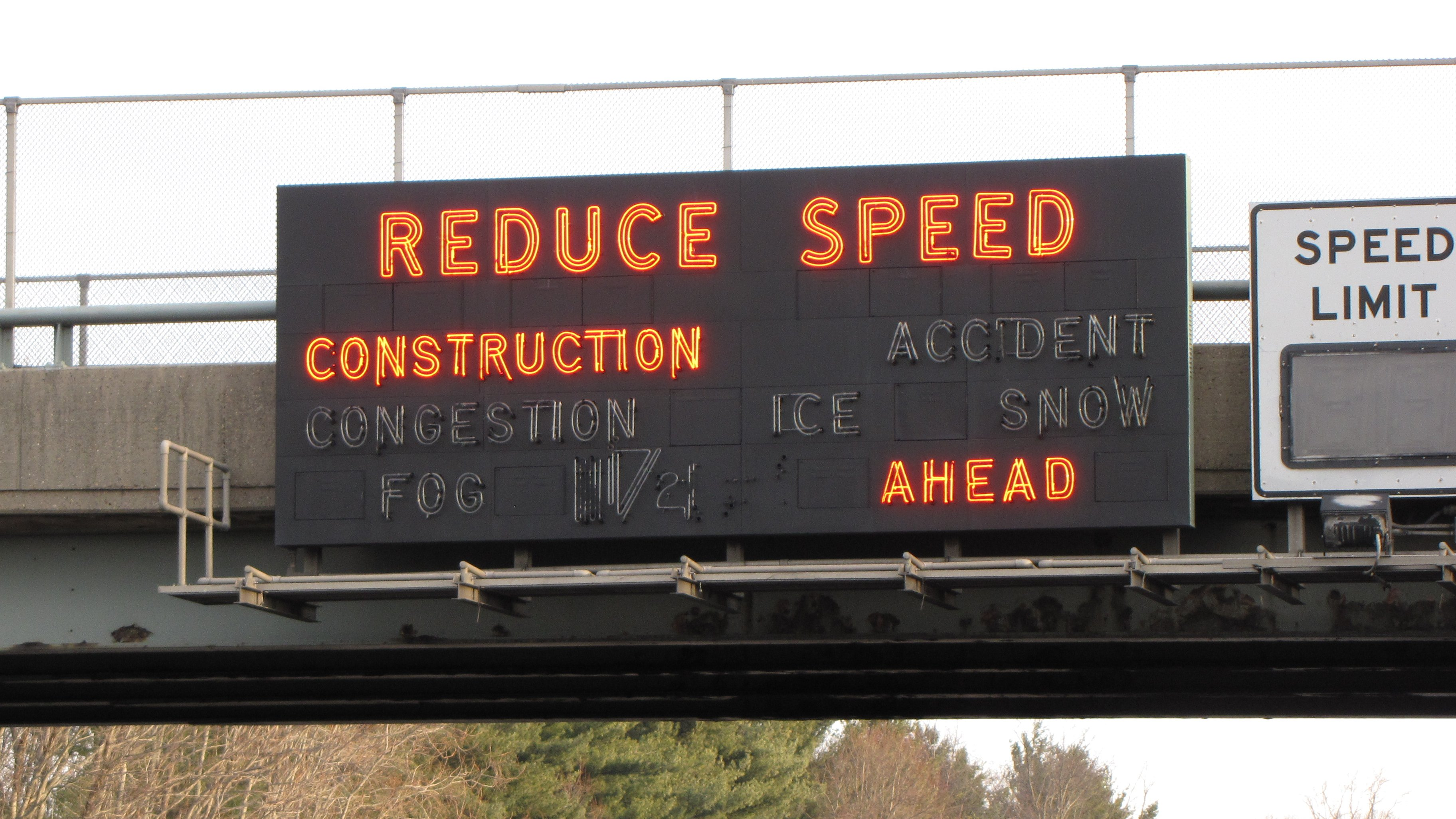
Un VMS de disseny primerenc que es troba encara en ús a l'autopista de New Jersey

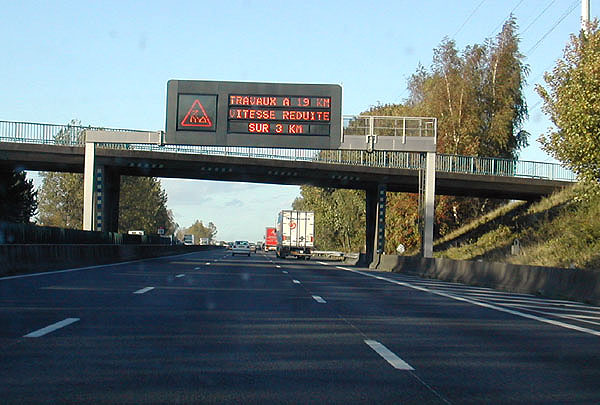
panell de missatges variables en una autopista francesa

Els panells d'informació de missatge variable (VMS) són els senyals de trànsit dissenyats per alertar o informar l'usuari de la carretera. El VMS poden mostrar un pictograma o missatges escrits, que es poden visualitzar alternativament, apagats o parpellejant, segons sigui necessari. Normalment es col·loquen en ponts metàl·lics amb bona visibilitat, especialment a les autopistes, o bé en suports laterals.
Els VMS són equips dinàmics amb difusió de missatges en temps real, que s'han d'ajustar a les normes, decrets i reglaments existents. Aquests missatges poden incloure les eventualitats del trànsit, com obres, embotellaments o desacceleracions, ferm lliscant, perill de gelada condicions meteorològiques, la pluja, la temperatura o per emetre missatges informatius diversos, com ara la freqüència d'emissió de Radio-Trànsit, les estimacions previstes de durada del viatge, etc.
Existeixen diverses tècniques per transmetre missatges. Els primers panells d'aquest tipus estaven desprotegits i rebien els missatges a mostrar per telèfon estàndard i mòdem. La intrusió de pirates sobre aquests números, juntament amb les contrasenyes que de vegades eren massa fàcils de trobar, va donar lloc a missatges estranys a certes localitats. En l'actualitat la major part dels VMS es fan sota especificacions EQUIDYN amb normes estrictes que protegeixen d'aquests riscos.

## Exemples

Panell per sobre dels carrils
Panell a la mitjana de les carreteres
Panell de prisma